# Кариес
Вижте пояснителната страница за други значения на Кариес.
Кариесът е инфекциозно заболяване, което води до разрушаване на твърдите тъкани на зъбите. Зъбният кариес е най-честото и широко разпространеното хронично заболяване в световен мащаб.

## Етиология
Кариесът засяга 95% от хората в съвременния свят. Заболяването започва с деструкция на зъбната повърхност, постепенно разрушава зъбите, затруднява дъвченето и нарушава естетическия вид на лицето. Зъбният кариес се развива под плътна бактериална маса, наречена зъбна плака. Заболяването протича остро или хронично.
Кариесът представлява киселинно разтваряне на зъбната емайлна повърхност и разлагане на белтъчния състав на подлежащата зъбна структура. Резултат е от едновременното и взаимно зависимо действие на редица фактори, определящи го като мулти факторно заболяване.
Това затруднява неговото предотвратяване. Симптомите му са най-често визуални в начален стадий. При напреднала фаза се усеща болка в зъба при химични и физични дразнения (топло, студено, сладко, натиск на зъба и др.).
Лечението се извършва чрез механично и химично отстраняване на разрушените тъкани, като кариесът се отстранява до здрава тъкан. След това се извършва обтурация (Поставяне на пломба). Ако кариесът не бъде лекуван навреме, се развива инфекциозен пулпит изискващ спешно лечение, тъй като това би довело до развитие на абсцес, умъртвяване или дори загуба на зъба.
Една такава поредица от инфекции е изключително стресираща за имунната система и общото здраве, затова лечението не трябва да се отлага.
Основните фактори, определящи развитието на зъбен кариес са структурата на емайла, микроорганизмите, ферментабилните въглехидрати, честия прием на захари и намаленото слюноотделяне.
Една от честите причините за възникването на кариес е образуването на зъбна плака, която е вследствие на слабо почистване на зъбите. Някои други инфекции на устната кухина също допринасят за условия, при които да се развие кариес.
Храненето също оказва влияние. Прекалената консумация на храни съдържащи захари, сол и киселини и преработени храни увеличават риска от кариес. Честотата на захарния прием е много по-рисков фактор от количеството на захарта.
Мъдреците много често развиват кариес поради специфичната структура на емайла и разположението им.

## Предпазване
На първо място трябва да се спазва орална хигиена. Да се избягват сладките и преработени неестествени хранителни продукти. Естествената храна помага за самопочистването по време на дъвчене и регулира киселинният баланс, а витамините са незаменими. По-честият прием на течности също помага като отмива част от вредните съставки, захари и частици плака.
Поне веднъж годишно е препоръчително да посещаваме стоматолог, за да се избегнат бъдещи усложнения.

## Видове кариес
- Оклузален
- Проксимален
- Фациален и лингвален
- Коренов
- Рецидивиращ